# Béres Ferenc Tamás
Béres Ferenc Tamás (1982. április 15. –) labdarúgó.
Magyar Kispályás Válogatott játékos, 2015-ben címeres mezben szerepelt a Vrsarban (Horvátországban) megrendezésre került MiniEuro 2015-ön.

## Pályafutása
Labdarúgó-pályafutását Cipruson kezdte, ahol először másod, aztán első osztályban játszott.2 év után Izlandon folytatta,ahol 1 évet tartózkodott. majd 2007-ben hazatért Magyarországra. A kiesés ellen küzdő Tatabányának játékosa volt.
2009 elején az amerikai Kansas Wizards csapatánál próbajátékon vett részt, azonban nem győzte meg a vezetőket[forrás?], így visszakerült Tatabányára. Az 2008–2009-es szezonban 12 góllal a csapat legeredményesebb játékosa lett[forrás?].
2009 nyarán lejárt a szerződése, a Pápa jóval nagyobb fizetést ajánlott[forrás?], így az első osztályú csapathoz igazolt.
Magyar Kispályás Válogatott játékos.